# 王俊凯
王俊凯（英語：Karry Wang，1999年9月21日—），出生于重慶，中國大陸男歌手、演員。2013年以少年偶像組合TFBOYS出道，並担任队长。毕业于北京电影学院。2020年在《福布斯中國名人榜》排名第10位。2024年憑電影《萬里歸途》獲提名第37届大众电影百花奖最佳男主角。

## 演艺经历
2010年底，通过选拔成为TF家族练习生。5月参与辽宁卫视《天才童声》、河南卫视《你最有才》录制。
2013年6月MV《洋葱》受到台湾媒体关注和报导。8月6日，以TFBOYS组合身份在中国正式出道。
2014年6月27日，出席超級小達人第四季開播盛典。
2015年1月31日，王俊凯在重庆八中文艺汇演演唱青春修炼手册。3月加盟张艺谋电影《长城》饰演宋朝小皇帝。6月22日，於娛樂大牌党節目中接受吉尼斯颁发「轉發最多的一條微博信息」證書。
2016年1月3日重庆市第八中学音乐会，献唱組合歌曲。3月网剧《超少年密码》饰演夏常安。推出單曲《摩天輪的思念》、《樹讀》。
2017年，參與綜藝《高能少年團》。在電影《解憂雜貨店》飾演小波。12月《天坑鷹獵》飾演張保慶。以北電藝考第19名成績入學北京電影學院。
2018年4月联合国环境规划署任命为“联合国环境署亲善大使”。5月成立上海王俊凯影视文化工作室。7月6日出席生态文明贵阳国际论坛。
2019年7月13日，出席浙江卫视2019年中音乐盛典。7月22日，发行单曲《生长》。8月23日，作為嘉賓出席五月天在北京國家體育場的演唱會。9月7日，出席第17屆中國電影表演藝術學會獎頒獎典禮，榮獲“新人演員獎”。11月1日，於北京凯迪拉克中心舉辦個人演唱會「2019 王俊凯无边界∞演唱会Karry’s Dream Concert」，邀請蔡依林作為嘉賓合唱單曲《心引力》。擔任APEC未來之聲青年大使。
2020年1月1日，參加北京電影學院演出《日出》。1月24日，登上央視春晚。3月14日，參加音樂節目《我们的乐队》播出。12月4日，参演的电影《冷血狂宴》於騰訊視頻播出，飾演寒霜似。
2021年1月5日，參演北京電影學院畢業戲《大宅門》。2月11日，參加《2021年中央广播电视总台春节联欢晚会》，演唱歌曲《瑞雪平安图》，為第六次登上央視春晚。
2022年2月2日，参加《百花迎春》晚会，并演唱歌曲《灯火里的中国》。4月11日，参加的真人秀节目《恰好是少年》播出。4月29日，出演的電影《重生之门》播出，饰演庄文杰。5月20日，拍攝北京電影學院畢業照。7月1日，出演的電影《1921》上映，飾演鄧恩銘。8月13日，主演的電影《斷·橋》上映，飾演孟超。9月30日，主演的電影《萬里歸途》上映，飾演成朗。
2024年8月23日, 主演電影《刺猬》在內地上映，片中飾演一名自閉敏感沉默的少年人周正。9月13日, 領銜主演電影《野孩子》上映，飾演流浪少年馬亮。

## 社会活动
2014年9月，王俊凯在微博“益起来”活动中，以劝募影响力排名微公益明星劝募榜第一名。
2015年5月4日，代表重庆青少年出席第19届“五四优秀青年座谈会”并登上央视新闻。7月23日，代表重庆八中学生会参加第26次“全国学生联合会代表大会”，并登上央视新闻。
2016年3月13日，担任第6届全国大学生绿植领养活动绿色大使。4月29日，作为重庆市第八中学代表参加“2016五月的鲜花”筑梦青春五四青年节晚会录制，5月4日在中央电视台播出。9月擔任联合国环境署成為生命吶喊倡導者。
2017年3月3日，获得“青年行动先锋”称号，录制公益宣传片，为保护濒危野生动植物发声；6月24日，《光荣与梦想——我们的中国梦系列公益片》发布；8月15日，“韩红爱心百人援宁”义诊现场担任韩红爱心志愿者少年先锋；9月24日，“焕蓝梦想基金”成立，第一个公益项目“王俊凯启智图书馆”。11月煥藍夢想基金代表中青與史蒂芬·霍金對話。11月23日，加入“零污染地球”主题宣传活动。12月15日，获《中国新闻周刊》影响中国“2017年度演艺人物”。12月16日，作为全国中小学生电影周形象大使，参加第二届“全国中小学生电影周”闭幕式。
2019年3月13日，以联合国环境署親善大使的身分前往非洲肯亞內羅畢開啟非洲公益之行，出席第四屆聯合國環境大會，為生態保護勇敢發聲。

## 影視作品

### 電影
| 上映日期       | 電影名稱            | 角色           | 備註             |
| 2015年12月24日 | 《老炮儿》          | 臨終關懷志願者 | 特別出演         |
| 2016年12月16日 | 《長城》            | 宋仁宗（趙禎） | 特別出演         |
| 2017年12月29日 | 《解忧杂货店》      | 小波           | 主演             |
| 2020年10月1日  | 《我和我的家乡》    | 姜小楷         | 單元《最後一課》 |
| 2020年12月4日  | 《爵跡2：冷血狂宴》 | 寒霜似         | 主演             |
| 2021年1月15日  | 《叱咤风云》        | 少年K          | 特別出演         |
| 2021年7月1日   | 《1921》            | 邓恩铭         | 客串             |
| 2022年8月13日  | 《断·桥》           | 孟超           | 主演             |
| 2022年9月30日  | 《万里归途》        | 成朗           | 主演             |
| 2024年8月23日  | 《刺猬》            | 周正           | 主演             |
| 2024年9月13日  | 《野孩子》          | 馬亮           | 主演             |
| 2024年10月1日  | 《749局》           | 馬山           | 主演             |
| 2025年1月29日  | 《蛟龍行動》        | 曹弘浪         | 特邀主演         |
| 待公布         | 《無名之輩2》       |                |                  |

### 電視劇
| 首播日期      | 劇名               | 角色        | 備註               |
| 2016年7月11日 | 《超少年密码》     | 夏常安、001 | 主演               |
| 2016年7月31日 | 《青雲志》         | 少年林驚羽  | 特別出演           |
| 2016年8月15日 | 《小别离》         | 李想        | 特別出演           |
| 2017年7月9日  | 《我们的少年时代》 | 鄔童        | 主演               |
| 2018年8月30日 | 《天坑鹰猎》       | 張保慶      | 主演               |
| 2019年9月10日 | 《我是班主任》     | 寶延        | 特別出演           |
| 2020年2月17日 | 《上古密約》       | 百里昊和    | 特邀出演           |
| 2021年6月7日  | 《理想照耀中國》   | 林鳴        | 單元《遠方，不遠》 |
| 2022年4月27日 | 《重生之门》       | 庄文杰      | 主演               |

### 配音
| 首播日期      | 劇名         | 角色 | 備註             |
| 2025年5月30日 | 《时间之子》 | 十七 | 中国国产动画电影 |

## 綜藝節目
| 年份   | 日期                  | 頻道     | 節目名稱             |
| 2015年 | 11月6日－2016年1月1日 | 湖南衛視 | 《全員加速中》       |
| 2017年 | 4月1日－6月24日       | 浙江衛視 | 《高能少年團》       |
| 2018年 | 4月28日－7月14日      | 浙江衛視 | 《高能少年團》第二季 |
| 2018年 | 7月20日－10月5日      | 湖南衛視 | 《中餐厅》第二季     |
| 2019年 | 7月19日－10月4日      | 湖南衛視 | 《中餐廳》第三季     |
| 2020年 | 3月14日－6月19日      | 江蘇衛視 | 《我們的樂隊》       |
| 2021年 | 4月11日 － 7月11日    | 騰訊視頻 | 《恰好是少年》       |

## 音樂作品

### 單曲
| 發佈日期       | 歌曲名稱                  | 備註                                   |
| 2015年5月8日   | 《樣（YOUNG）》           | 改编TFBOYS                             |
| 2016年7月19日  | 《摩天轮的思念》          | 《超少年密码》片尾曲                   |
| 2016年8月12日  | 《樹讀》                  | 个人单曲                               |
| 2017年1月18日  | 《小棉襖》                | 个人单曲                               |
| 2017年5月15日  | 《不完美小孩》            |                                        |
| 2017年9月23日  | 《煥藍·未來（Karry On）》 |                                        |
| 2017年11月29日 | 《中國夢》                | 關曉彤、郭子凡等群星                   |
| 2018年3月28日  | 《我在誅仙逍遙澗》        | 誅仙遊戲主題曲                         |
| 2018年5月4日   | 《圓夢一代》              |                                        |
| 2018年8月25日  | 《有種味道叫做家》        | 作詞和白舉綱在快樂大本營合唱           |
| 2018年9月19日  | 《我的》                  |                                        |
| 2018年9月21日  | 《醒著》                  |                                        |
| 2019年5月4日   | 《青春路上》              | 北電原創MV，與關曉彤，宋祖兒等群星合唱 |
| 2019年6月1日   | 《春天在哪裡》            | 兒歌新唱                               |
| 2019年7月22日  | 《生長》                  |                                        |
| 2019年9月27日  | 《Ain't Got No Love》     |                                        |
| 2019年10月31日 | 《流星》                  |                                        |
| 2019年11月1日  | 《心引力》                | 蔡依林合唱                             |
| 2020年6月1日   | 《點亮》                  | 兒歌新唱                               |
| 2020年7月24日  | 《摘星少年》              | 航天科普主题曲                         |
| 2020年8月10日  | 《Beautiful》             |                                        |
| 2021年3月10日  | 《元气发光》              | 巴黎卡诗广告曲                         |
| 2022年5月2日   | 《百舸》                  | 2022年“5.4青年节”献礼歌曲              |
| 2023年8月6日   | 《回望》                  | 2023年 TFBOYS十年之約演唱會首唱        |
| 2023年12月31日 | 《你会找到我》            | 2024年 江苏跨年晚会首唱                |

### 影视歌曲
| 發佈日期       | 歌曲名稱               | 影視名稱及類型        | 合唱藝人                       |
| 2016年7月19日  | 《摩天輪的思念》       | 《超少年密码》        |                                |
| 2017年4月1日   | 《驕傲的少年》         | 《高能少年團》        | 劉昊然、董子健、張一山、王大陸 |
| 2017年9月24日  | 《冷暖》               | 《王牌特工2：黃金圈》 |                                |
| 2017年12月26日 | 《霧中列車》           | 《解憂雜貨店》        | 李健                           |
| 2019年7月26日  | 《中餐廳》             | 《中餐廳》            | 楊紫、黃曉明、秦海璐           |
| 2020年3月14日  | 《我說了算》           | 《我們的樂隊》        | 謝霆鋒、蕭敬騰                 |
| 2021年4月2日   | 《Forever Young》      | 《恰好是少年》        | 董子健、劉昊然                 |
| 2022年8月10日  | 《记录你所给我的一切》 | 《断·桥》             |                                |
| 2022年10月5日  | 《万里归途》           | 《万里归途》          |                                |

### 音樂錄影帶
| 首播日期      | 歌手   | 曲名           |
| 2019年5月6日  | 五月天 | 純真(20週年版) |
| 2019年8月24日 | 五月天 | 洋蔥(Live)     |
| 2019年11月1日 | 蔡依林 | 心引力(Live)   |

## 演唱會

### 生日會
| 年齡 | 主題           | 日期          | 地點 | 直播平台 |
| 16歲 | 《星光遊樂園》 | 2015年9月19日 | 重慶 |          |
| 17歲 | 《啟航》       | 2016年9月21日 | 長沙 | 一直播   |
| 18歲 | 《Karry On》   | 2017年9月24日 | 北京 |          |
| 19歲 | 《此刻之外》   | 2018年9月22日 | 重慶 | 愛奇藝   |

### 個人演唱會
| 主題       | 日期          | 地點 | 直播平台 |
| 《無邊界》 | 2019年11月1日 | 北京 | 愛奇藝   |

## 人物争议
2022年4月，有网友爆料王俊凯因英语四级没有通过，未能在2021年毕业，需要延迟毕业。此事引发争议，王俊凯粉丝与队友易烊千玺粉丝连续多日发生骂战。4月2日，易烊千玺工作室委托律师对发布“易烊千玺中考违规操作”言论的王俊凯粉丝發布律师函。4月3日凌晨，王俊凯工作室发布长文回应称“已委托律师对相关言论进行取证保全，准备通过一切法律手段维护自身的合法权益”，呼吁广大网友不要引战。
2022年1月，卡马吉他声称赠送给王俊凯签名吉他，后续卡马吉他在淘宝店铺和直播间回复网友称代言人为王俊凯。此事件被认定为王俊凯团队联合卡马吉他的炒作行为。王俊凯代言卡马吉他的相关话题已被王俊凯团队封禁。据网友爆料，王俊凯曾使用过卡马吉他的产品。2022年5月7日，微博用户“中新经纬”发布消息，王俊凯将起诉卡马吉他“维权”。